# روملا بگای
روملا بگای (آلبانیایی: Romela Begaj؛ زادهٔ ۲ نوامبر ۱۹۸۶) وزنه‌بردار اهل آلبانی است.
وی در مسابقات کشوری و بین‌المللی در مجموع برندهٔ ۱ مدال طلا، ۳ مدال نقره، ۳ مدال برنز شده‌است.